# Maxou
Maxou es una comuna francesa situada en el departamento de Lot, en la región de Occitania.

## Demografía
| 141 | 125 | 118 | 184 | 210 | 237 | 304 |
| Para los censos de 1962 a 1999 la población legal corresponde a la población sin duplicidades (Fuente: INSEE [Consultar]) |     |     |     |     |     |     |